# Шарифуллин, Шайдулла Шарифуллович
Шайдулла Шарифуллович Шарифуллин (баш. Шәйҙулла Шәрифулла улы Шәрифуллин; 1883—1959) — башкирский поэт-импровизатор, сэсэн.

## Биография
Шарифуллин Шайдулла Шарифуллович родился в 1883 году в деревне Каралачук Бирского уезда Уфимской губернии (ныне Дюртюлинский район Республики Башкортостан). По национальности — башкир.
Получил начальное образование. Служил муллой. 26 марта 1931 года был подвергнут к репрессии и приговорён к лишению свободы на 3 года.
С 1920‑х годов жил в Бирском кантоне Башкирской АССР, работал в колхозе Илишевского района Башкирской АССР.
Умер в 1959 году в посёлке 5—6-го участка Илишевского района Башкирской АССР (ныне деревня Ибрагим Илишевского района Республики Башкортостан). Реабилитирован 6 мая 1989 года.

## Творческая деятельность
Сэсэн в своих произведениях выступает в роли пропагандиста просветительства среди народа. По Шайдулле Шарифуллину, культурному человеку должно быть присуще уважительное отношение к искусству, в том числе к искусству сэсэнов.
Его стихотворения «Сэсэн» («Сәсән») и «Национальная музыка» («Милли музыка») пронизаны башкирским национальным духом, а стихотворения «Работа и совесть» («Эш һәм намыҫ») и «Песня трактористов» («Трактористка йыры») прославляют труд человека. Записанные А. И. Харисовым в 1953 году у Шайдуллы-сэсэна произведения были включены в свод «Башҡорт халыҡ ижады». Его рукописи хранятся в Научном архиве Уфимского научного центра РАН..